# Nikon D7500
D7200
Le Nikon D7500 est un appareil photographique reflex numérique, sorti en 2017. Il remplace le D7200 dans la gamme APS-C de Nikon tout en reprenant des caractéristiques techniques et ergonomiques du D500, un appareil de type professionnel.